# Philip Crowther
Philip Crowther és un periodista luxemburguès, actualment destinat a Washington DC, conegut per ser poliglot. És fill de pare anglès i de mare alemanya, i va ser criat a Luxemburg. Pot parlar amb fluïdesa en francès, castellà, portuguès, anglès, alemany, i luxemburguès. És el corresponsal a la Casa Blanca de France 24, i és membre de l'Associació de Corresponsals de la Casa Blanca.
Va viure un any a la Vila de Gràcia, per això comprèn i té un nivell bàsic de català. És seguidor del Futbol Club Barcelona.